# Association Sportive de Saint-Étienne 1975-1976
Questa voce raccoglie le informazioni riguardanti l'Association Sportive de Saint-Étienne nelle competizioni ufficiali della stagione 1975-1976.

## Stagione
Malgrado un esordio in campionato incostante, caratterizzato da una striscia di sette partite consecutive senza vittoria, i Verts conclusero in testa il girone di andata grazie a una rimonta che li portò al giro di boa a +2 dalla concorrenza. Nella seconda parte del torneo nessuna delle squadre a ridosso risultò in grado di ostacolare il ruolino di marcia del Saint-Étienne, che poté quindi confermare il titolo di Campione di Francia con due gare di anticipo.
Poco degna di nota fu la prestazione del Saint-Étienne in coppa di Francia: presentatisi ai nastri di partenza della manifestazione da detentori del titolo, i Verts uscirono al primo turno della competizione per via di una sconfitta contro il Troyes AF.
In Coppa dei Campioni i Verts superarono agevolmente i primi due turni contro KB e Rangers, incontrando agli ottavi la Dinamo Kiev detentrice di Coppa delle Coppe e Supercoppa UEFA: il 2-0 rimediato a Kiev venne ribaltato nell'incontro di ritorno giocato in casa, con i Verts che vinsero con il medesimo risultato nei tempi regolamentari e passarono avanti con una rete segnata da Rocheteau durante i tempi supplementari. Superata la semifinale contro il PSV grazie a una vittoria di misura nella gara casalinga, il Saint-Étienne si trovò all'atto conclusivo opposto al Bayern Monaco detentore del trofeo. Pur effettuando un continuo  forcing offensivo i Verts, penalizzati anche dall'assenza di Rocheteau, non riuscirono mai a segnare, subendo peraltro l'iniziativa dei tedeschi che, in apertura del secondo tempo, riuscirono a passare con una rete di Franz Roth che si rivelerà decisiva per l'esito della manifestazione.

## Maglie e sponsor
Lo sponsor tecnico per la stagione 1975-1976 è Le Coq Sportif, mentre gli sponsor ufficiali sono Manufrance per il campionato e RTL per la Coppa di Francia.
| Manica sinistra · Manica sinistra · Maglietta · Maglietta · Manica destra · Manica destra · Pantaloncini · Calzettoni |

## Organigramma societario
Area direttiva
- Presidente: Roger Rocher
- Amministratore delegato: Charles Paret

Area tecnica
- Direttore sportivo: Pierre Garronaire
- Allenatore: Robert Herbin

## Risultati

### Coppa di Francia
| Arbitro: | Verbecke |

|                     |           |  |
| Tota 45’ Diallo 82’ | Marcatori |  |

### Coppa dei Campioni
| Arbitro: | Mattson |

|  |           |                           |
|  | Marcatori | 52’ P. Revelli 71’ Larqué |

| Arbitro: | Sánchez Ibáñez |

|                                        |           |              |
| Rocheteau 7’ P. Revelli 32’ Larqué 85’ | Marcatori | 49’ Petersen |

| Arbitro: | v.d. Kroft |

|                             |           |  |
| P. Revelli 28’ Bathenay 89’ | Marcatori |  |

| Arbitro: | Rion |

|               |           |                              |
| MacDonald 88’ | Marcatori | 63’ Rocheteau 72’ P. Revelli |

| Arbitro: | Thomas |

|                         |           |  |
| Kon'kov 23’ Blochin 54’ | Marcatori |  |

| Arbitro: | Gonella |

|                                          |           |  |
| H. Revelli 65’ Larqué 73’ Rocheteau 113’ | Marcatori |  |

| Arbitro: | Delcourt |

|            |           |  |
| Larqué 17’ | Marcatori |  |

| Eindhoven 14 aprile 1976, ore 19:30 (CET) Semifinale - Ritorno | PSV    | 0 – 0 referto | Saint-Étienne | Philips Stadion (19.000 spett.)\| Arbitro: \| Taylor \| |
| Arbitro:                                                       | Taylor |               |               |                                                         |

| Arbitro: | Palotai |

|          |           |  |
| Roth 57’ | Marcatori |  |

## Statistiche

### Andamento in campionato
| Giornata  | 1 | 2 | 3 | 4 | 5 | 6 | 7 | 8 | 9 | 10 | 11 | 12 | 13 | 14 | 15 | 16 | 17 | 18 | 19 | 20 | 21 | 22 | 23 | 24 | 25 | 26 | 27 | 28 | 29 | 30 | 31 | 32 | 33 | 34 | 35 | 36 | 37 | 38 |
| --------- | - | - | - | - | - | - | - | - | - | -- | -- | -- | -- | -- | -- | -- | -- | -- | -- | -- | -- | -- | -- | -- | -- | -- | -- | -- | -- | -- | -- | -- | -- | -- | -- | -- | -- | -- |
| Luogo     | C | T | C | C | T | C | T | C | T | C  | T  | C  | T  | C  | T  | C  | T  | C  | T  | C  | T  | T  | C  | T  | C  | T  | C  | T  | C  | T  | C  | T  | C  | T  | C  | T  | C  | T  |
| Risultato | V | N | V | V | P | N | N | N | P | N  | N  | V  | V  | V  | N  | V  | V  | V  | V  | V  | N  | N  | V  | P  | V  | N  | V  | P  | N  | N  | V  | V  | V  | N  | N  | N  | V  | P  |
| Posizione | 6 | 5 | 5 | 2 | 4 | 4 | 4 | 4 | 6 | 5  | 7  | 3  | 2  | 2  | 2  | 2  | 2  | 1  | 1  | 1  | 1  | 1  | 1  | 1  | 1  | 1  | 1  | 1  | 1  | 1  | 1  | 1  | 1  | 1  | 1  | 1  | 1  | 1  |

Fonte:  France » Ligue 1 1975/1976 » Schedule, su worldfootball.net.
Legenda:

Luogo: C = Casa; T = Trasferta. Risultato: V = Vittoria; N = Pareggio; P = Sconfitta.

### Statistiche dei giocatori
| Giocatore        | Division 1 | Division 1 | Division 1  | Division 1 | Coppa di Francia | Coppa di Francia | Coppa di Francia | Coppa di Francia | Coppa dei Campioni | Coppa dei Campioni | Coppa dei Campioni | Coppa dei Campioni | Totale   | Totale | Totale      | Totale     |
| Giocatore        | Presenze   | Reti       | Ammonizioni | Espulsioni | Presenze         | Reti             | Ammonizioni      | Espulsioni       | Presenze           | Reti               | Ammonizioni        | Espulsioni         | Presenze | Reti   | Ammonizioni | Espulsioni |
| ---------------- | ---------- | ---------- | ----------- | ---------- | ---------------- | ---------------- | ---------------- | ---------------- | ------------------ | ------------------ | ------------------ | ------------------ | -------- | ------ | ----------- | ---------- |
| D. Bathenay      | 34         | 4          | 0           | 0          | 1                | 0                | 0                | 0                | 9                  | 0                  | 0                  | 0                  | 44       | 4      | 0           | 0          |
| H. Boury         | 1          | 0          | 0           | 0          | 0                | 0                | 0                | 0                | 0                  | 0                  | 0                  | 0                  | 1        | 0      | 0           | 0          |
| I. Ćurković      | 38         | -25        | 0           | 0          | 1                | -2               | 0                | 0                | 9                  | -5                 | 0                  | 0                  | 48       | -32    | 0           | 0          |
| E. Dugalić       | 0          | -0         | 0           | 0          | 0                | -0               | 0                | 0                | 0                  | -0                 | 0                  | 0                  | 0        | -0     | 0           | 0          |
| G. Janvion       | 32         | 1          | 2           | 1          | 0                | 0                | 0                | 0                | 9                  | 0                  | 0                  | 0                  | 41       | 1      | 2           | 1          |
| G. Farison       | 28         | 0          | 0           | 0          | 1                | 0                | 0                | 0                | 8                  | 0                  | 0                  | 0                  | 37       | 0      | 0           | 0          |
| F. Lacuesta      | 8          | 1          | 0           | 0          | 0                | 0                | 0                | 0                | 0                  | 0                  | 0                  | 0                  | 8        | 1      | 0           | 0          |
| J.F. Larios      | 5          | 2          | 0           | 0          | 0                | 0                | 0                | 0                | 0                  | 0                  | 0                  | 0                  | 5        | 2      | 0           | 0          |
| J.M. Larqué      | 32         | 5          | 0           | 0          | 1                | 0                | 0                | 0                | 9                  | 3                  | 0                  | 0                  | 42       | 8      | 0           | 0          |
| C. Lopez         | 38         | 1          | 0           | 0          | 1                | 0                | 0                | 0                | 9                  | 0                  | 0                  | 0                  | 48       | 1      | 0           | 0          |
| A. Merchadier    | 4          | 0          | 0           | 0          | 0                | 0                | 0                | 0                | 1                  | 0                  | 0                  | 0                  | 5        | 0      | 0           | 0          |
| O. Piazza        | 35         | 4          | 1           | 0          | 1                | 0                | 0                | 0                | 9                  | 0                  | 1                  | 0                  | 45       | 4      | 2           | 0          |
| P. Repellini     | 19         | 2          | 0           | 0          | 0                | 0                | 0                | 0                | 5                  | 0                  | 0                  | 0                  | 24       | 2      | 0           | 0          |
| H. Revelli       | 29         | 12         | 0           | 0          | 1                | 0                | 0                | 0                | 9                  | 2                  | 0                  | 0                  | 39       | 14     | 0           | 0          |
| P. Revelli       | 24         | 5          | 1           | 0          | 1                | 0                | 0                | 0                | 8                  | 0                  | 0                  | 0                  | 33       | 5      | 1           | 0          |
| D. Rocheteau     | 22         | 11         | 0           | 0          | 1                | 0                | 0                | 0                | 8                  | 4                  | 0                  | 0                  | 31       | 15     | 0           | 0          |
| J. Santini       | 34         | 4          | 0           | 0          | 1                | 0                | 0                | 0                | 6                  | 0                  | 0                  | 0                  | 41       | 4      | 0           | 0          |
| C. Sarramagna    | 11         | 4          | 0           | 0          | 0                | 0                | 0                | 0                | 3                  | 0                  | 0                  | 0                  | 14       | 4      | 0           | 0          |
| J.M. Schaer      | 17         | 3          | 0           | 0          | 0                | 0                | 0                | 0                | 2                  | 0                  | 0                  | 0                  | 19       | 3      | 0           | 0          |
| C. Synaeghel     | 20         | 3          | 0           | 0          | 1                | 0                | 0                | 0                | 7                  | 0                  | 0                  | 0                  | 28       | 3      | 0           | 0          |
| Y. Triantafyllos | 6          | 2          | 0           | 0          | 0                | 0                | 0                | 0                | 0                  | 0                  | 0                  | 0                  | 6        | 2      | 0           | 0          |
| D. Vésir         | 2          | 1          | 0           | 0          | 0                | 0                | 0                | 0                | 0                  | 0                  | 0                  | 0                  | 2        | 1      | 0           | 0          |